# GRB 110328A
GRB 110328Aとは、2011年3月28日にりゅう座の方向に発見されたガンマ線バーストである。通常は数ミリ秒から数分しか続かないガンマ線の放出が、数ヶ月も継続するほど極めて長いことを特長とする。

## 概要
GRB 110328Aは、2011年3月28日にスウィフトによって発見された。GRB 110328Aはその後の観測で、不可解な高エネルギーの天文現象であると位置づけられた。通常、ガンマ線バーストは極めて継続時間の短い天文現象であり、短いものは数ミリ秒から数秒、長くても数分程度の時間しかガンマ線の放出が継続しない。例外的に長いのは、GRB 101225Aの約28分であった。しかしGRB 110328Aの場合は、ガンマ線の放出は、最初の発見から数ヶ月経っても、ガンマ線の強度はほとんど下がっておらず、数ヶ月から数年の単位で継続する天文現象であると推定されている。これは従来のガンマ線バーストの発生原理では説明不可能であった。

## 原因
チャンドラX線観測衛星の観測結果によれば、GRB 110328Aの位置に銀河が発見されている。詳細な観測によって、GRB 110328Aが銀河のちょうど中心部に位置する事が判明した。銀河は通常、中心部に超大質量ブラックホールを持っているが、GRB 110328Aとして観測されたガンマ線の放出は、超大質量ブラックホールに物質が吸い込まれる際に放出される高エネルギーのジェットであると推定されている。エネルギーの観測により、吸い込まれた天体は、白色矮星や中性子星のようなコンパクト星ではなく、主系列星の状態にある恒星であると考えられている。ブラックホールは大質量でも非常に小さな天体であり、また恒星がブラックホールを掠めるような軌道を持つ場合、潮汐力で恒星が砕け、ブラックホールの周辺に降着円盤を形成すると考えられている。この状態だと、ブラックホールは一度に物質を吸い込めず、時間をかけて吸い込むと考えられる。これはちょうど、風呂の栓を抜くと、水は一度に抜けず時間をかけて抜けるのと似ている。
GRB 110328Aの数ヶ月の継続的な観察では、X線の強度が何度か鋭いピークを示している。これは、降着円盤が歳差運動をすることで、X線のジェットがたまたま地球に向いた時だけに強く観測されるためと考えられている。これはパルサーと似た原理である。
超大質量ブラックホールに物質が吸い込まれたと見られる現象の観測例はいくつかあるが、ガンマ線バーストとして検出されるほどの急激かつ高エネルギーの現象の発見は初めてである。1つの銀河でこれが発生する確率は100億年に1度という極めて稀な現象であると推定され、カリフォルニア大学バークレー校のジョシュア・ブルームは「今後10年以内に再び同じ現象が観測されたら私は驚くだろう。」と述べている。